# Sinningia valsuganensis
Sinningia valsuganensis är en tvåhjärtbladig växtart som beskrevs av Chautems. Sinningia valsuganensis ingår i släktet Sinningia och familjen Gesneriaceae. Inga underarter finns listade i Catalogue of Life.